# مجلس وزراء العمل والشؤن الاجتماعية الخليجي

شعار مجلس وزراء العمل والشؤن الاجتماعية الخليجي.

مجلس وزراء العمل والشؤن الاجتماعية الخليجي، هو أحد مؤسسات وهيئات التعاون والعمل العربي الخليجي المشترك، والذي جاء نتيجة لاجتماع والتقاء إرادة الأقطار العربية في الخليج وتجسيداً لوحدة التاريخ والمصير والقيم والانتماء القومي والمصالح المشتركة في هذه الأقطار وتماثل النظم والحياة الاجتماعية والاقتصادية والثقافية وتقارب وتشابه الظروف المحلية.
اُنشئ مجلس وزراء العمل والشؤون الاجتماعية بدول مجلس التعاون لدول الخليج العربية بقرار صادر عن وزراء العمل والشؤون الاجتماعية بدول الخليج العربية في المؤتمر التأسيسي الذي عقد في المنامة في عام 1978.
يتكون المجلس من وزراء العمل والشؤون الاجتماعية في مجلس التعاون إضافة إلى جمهورية اليمن وهي على النحو التالي: دولة الإمارات العربية المتحدة، مملكة البحرين، المملكة العربية السعودية، سلطنة عُمان، دولة قطر، دولة الكويت، جمهورية اليمن.
يعقد المجلس اجتماعاته الدورية مرة واحدة كل سنة من أجل النظر في القضايا والمسائل العمالية والاجتماعية ذات الاهتمام المشترك وبحث مختلف أوجه التعاون والتنسيق والتكامل المنشود.

## لجنة الوكلاء
تشكل لجنة الوكلاء من وكلاء وزارات العمل والشؤون الاجتماعية بالدول الأعضاء أو من يقوم مقامهم، تعقد لجنة الوكلاء اجتماعاتها بصفة دورية قبل اجتماعات المجلس مباشرة، وفي البلد الذي يجتمع فيه المجلس. أهم اختصاصات اللجنة:
- إعداد صيغ التعاون الفني في مجالات العمل والشؤون الاجتماعية والتعاون.
- متابعة نتائج تنفيذ القرارات والتوصيات الصادرة عن المجلس.
- متابعة أنشطة المكتب التنفيذي واللجان الفنية.

## مجالات التعاون والتنسيق
حددت وثيقة المؤتمر التأسيسي مجالات التعاون والتنسيق المشترك والتي تعمل الدول الأعضاء في المجلس من خلالها مجتمعة على تنفيذ مبادئ وأهداف السياسات العمالية والاجتماعية.
تمثلت أهم محاور هذا التعاون والتنسيق في المجالات التالية:
- رسم سياسات تخطيط وتنمية الموارد البشرية وتحقيق الاستخدام الأمثل للقوى العاملة.
- تحقيق المساواة في كافة المجالات العمالية وضمان حرية التنقل والإقامة والعمل بين الدول الأعضاء.
- جذب الأيدي العاملة العربية وتوفير فرص العمل والضمانات اللازمة لاستقرارها.
- وضع خطط وبرامج التوجيه والتدريب المهني والثقافة العمالية.
- تقريب وتوحيد التشريعات العمالية وسياسات الأجور والتأمينات الاجتماعية والعلاقات الصناعية.
- الاتفاق على المبادئ الأساسية لتقديم الخدمات الاجتماعية العمالية.
- وضع السياسات اللازمة لحماية الموارد البشرية وطرق الوقاية من أمراض وإصابات العمل وتنفيذ برامج الصحة والسلامة المهنية.
- وضع السياسات اللازمة لحماية الموارد البشرية وطرق الوقاية من أمراض وإصابات العمل وتنفيذ برامج الصحة والسلامة المهنية. تحديد وتنفيذ المشروعات والبرامج التي تخدم التنمية الاجتماعية وخاصة في مجال الاهتمام بالأسرة والطفولة. تحديد المشروعات في مجال الدفاع الاجتماعي وكفالة رعاية المسنين والمعاقين وتأهيلهم.
- وضع البرامج الكفيلة بوقاية الشباب وعلاج الأحداث الجانحين والأفراد المعرضين للانحراف.
- وضع البرامج المشتركة للتدريب في مجال العمل الاجتماعي على المستويين الأهلي والحكومي.
- رسم سياسات موحدة للإرشاد والتوعية الاجتماعية المستمدة من المبادئ والقيم الإسلامية.
- رسم السياسات المشتركة للحركة التعاونية ونشر الوعي التعاوني.
- عقد الندوات والمؤتمرات العلمية المتخصصة وتبادل الزيارات الاستطلاعية بين المسؤولين والعاملين بالدول الأعضاء.
- تبادل البحوث والدراسات والمعلومات والخبرات والاستشارات الفنية.

## دورات المجلس
| الدورة                  | المدينة | الدولة   | تاريخ الانعقاد                                                     |
| ----------------------- | ------- | -------- | ------------------------------------------------------------------ |
| الدورة التأسيسية        | المنامة | البحرين  | 28 صفر -1 ربيع الأول 1398هـ الموافق 8-6 فبراير 1978م               |
| الدورة الأولى           | الدوحة  | قطر      | 21-23 صفر 1399هـ الموافق 20-22 كانون الثاني/ يناير 1979م           |
| الدورة الثانية          | الكويت  | الكويت   | 24-26 صفر 1400هـ الموافق 12-14 كانون الثاني/ يناير 1980م           |
| الدورة الثالثة          | أبوظبي  | الإمارات | 5-8 ربيع الأول 1401هـ الموافق 10-13 كانون الثاني/ يناير 1981م      |
| الدورة الرابعة          | الرياض  | السعودية | 14-16 ربيع الأول 1402هـ الموافق 9-11 كانون الثاني/ يناير 1982م     |
| الدورة الخامسة          | مسقط    | عُمان     | 25 - 27 ربيع الأول 1403هـ الموافق 9 - 11 كانون الثاني/ يناير 1983م |
| الدورة السادسة          | بغداد   | العراق   | 6 - 7 ربيع الثاني 1404هـ الموافق 9 - 10 كانون الثاني/ يناير 1984م  |
| الدورة السابعة          | المنامة | البحرين  | 15 - 16 ربيع الثاني 1405هـ الموافق 7 - 8 كانون الثاني/ يناير 1985م |
| الدورة الثامنة          | الدوحة  | قطر      | 26 - 27 ربيع الثاني 1406هـ الموافق 7 - 8 كانون الثاني/ يناير 1986م |
| الدورة التاسعة          | الكويت  | الكويت   | 22-23 جمادى الأول 1408هـ الموافق 11-12 كانون الثاني/ يناير 1988م   |
| الدورة العاشرة          | أبوظبي  | الإمارات | 12-13 جمادى الآخرة 1410هـ الموافق 9-10 كانون الثاني/ يناير 1990م   |
| الدورة الاستثنائية      | الرياض  | السعودية | 2 ذو القعدة 1411هـ الموافق 15 مايو 1991م.                          |
| الدورة الحادي عشر       | الرياض  | السعودية | 24 ذو القعدة 1413هـ الموافق 15 مايو 1993م.                         |
| الدورة الثانية عشر      | مسقط    | عُمان     | 15- 16 شعبان 1415 هـ الموافق 16-17 يناير 1995م                     |
| الدورة الثالثة عشر      | المنامة | البحرين  | 26 - 27 شعبان ـ1417هـ الموافق 6 - 7 يناير 1997م                    |
| الدورة الرابعة عشر      | الدوحة  | قطر      | 20 جمادى الآخرة 1418 هـ الموافق21 أكتوبر 1997م.                    |
| الدورة الخامسة عشر      | الكويت  | الكويت   | 1 رجب 99141هـ الموافــق 20 أكتوبـر 1998م.                          |
| الدورة السادسة عشر      | العين   | الإمارات | 29 جمادى الآخرة 1420هـ الموافــق 9 أكتوبـر 1999م                   |
| الدورة السابعة عشر      | الرياض  | السعودية | 14- 15 رجب 1421هـ الموافق 11-12اكتوبر 2000م                        |
| الدورة الثامنة عشر      | المنامة | البحرين  | 22- 23 رجب 1422هـ الموافق 9- 10 أكتوبر 2001م                       |
| الدورة التاسعة عشر      | مسقط    | عُمان     | 24 - 20 رجب 1423هـ الموافق 1- 2 أكتوبر 2002م                       |
| الدورة العشرون          | الدوحة  | قطر      | 4-5 شعبان 1424هـ الموافق 1- 2 أكتوبر 2003م.                        |
| الدورة الحادية والعشرون | الكويت  | الكويت   | 28 - 29 شعبان 1425هـ الموافق 12- 13 أكتوبر 2004م                   |
| الدورة الثانية والعشرون | المنامة | البحرين  | 20-21 شوال 1426هـ الموافق 22- 23 نوفمبر 2005م                      |
| الدورة الثالثة والعشرون | أبوظبي  | الإمارات | 22 - 23 شوال 1427هـ الموافق 12- 13 نوفمبر 2005م                    |